# Kościół Najświętszej Maryi Panny Matki Kościoła w Krakowie
Kościół Najświętszej Maryi Panny Matki Kościoła – kościół rzymskokatolicki znajdujący się w Krakowie, dzielnicy IV Prądnik Biały przy ul. Ludwika Pasteura 1. Jest świątynią parafialną Parafii Najświętszej Maryi Panny Matki Kościoła. Posługę pełnią księża diecezjalni.

## Historia
Kościół wybudowano w latach 1986-1988 na potrzeby powstałej w 1983 r. parafii Najświętszej Maryi Panny Matki Kościoła w Prądniku Białym. 11 listopada 1998 r. konsekracji świątyni dokonał kard. Franciszek Macharski. Pierwszym proboszczem i budowniczym Kościoła był ksiądz Adam Sroka. W 2014 r. kościół otrzymał osiem dzwonów, które na początku 2015 r. zamontowano w wieży kościelnej.

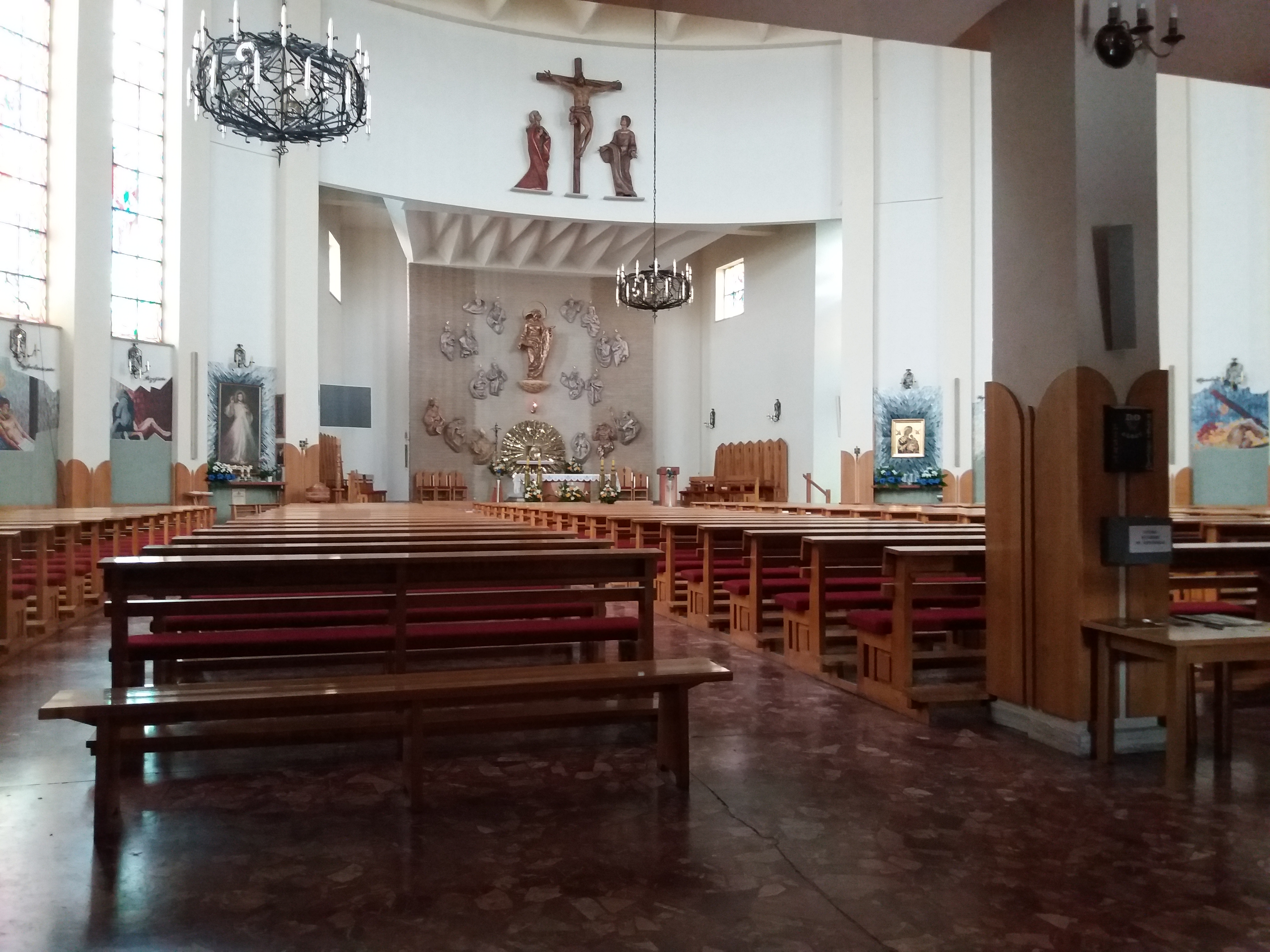
Wnętrze kościoła
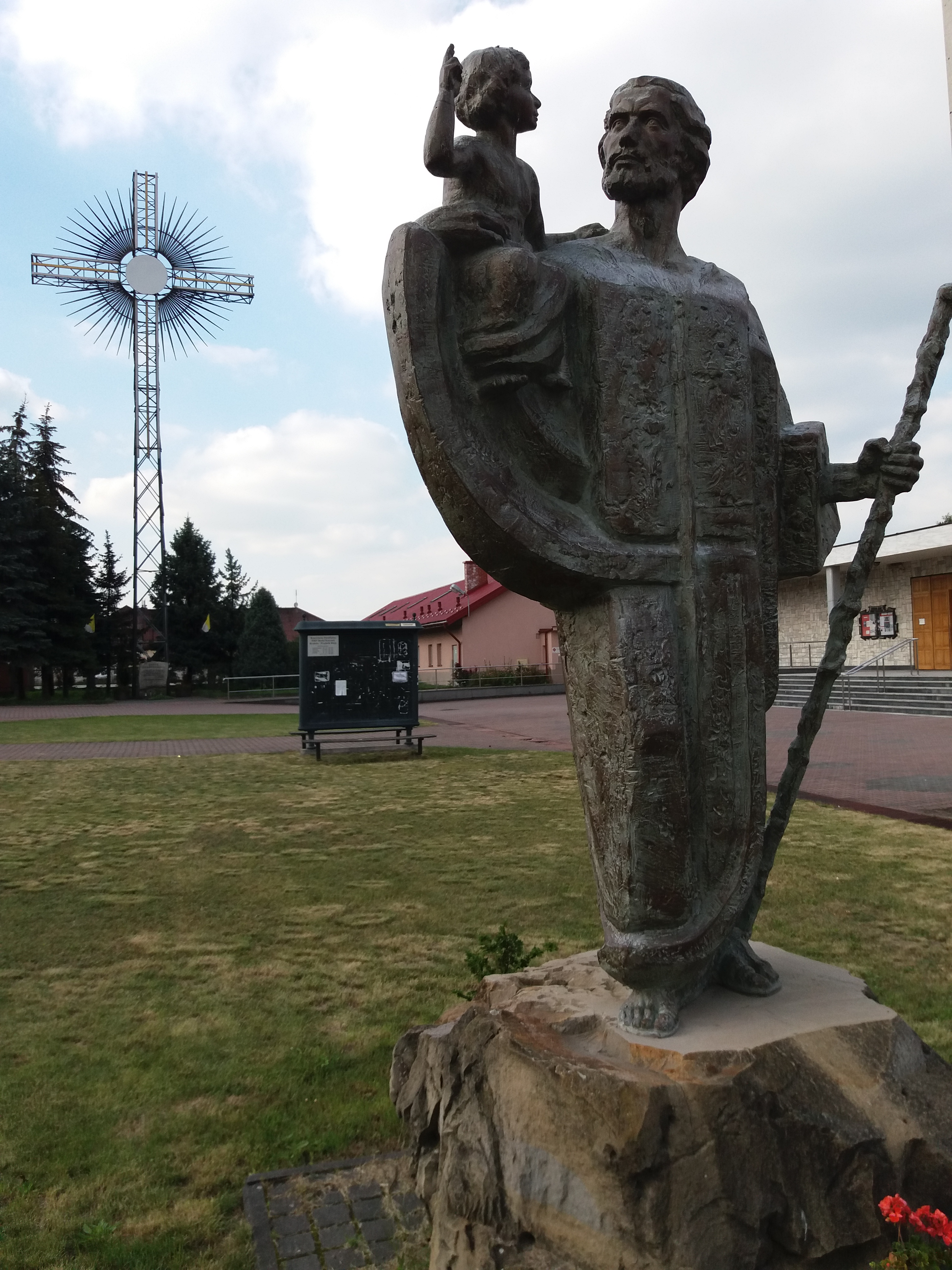
Figura św. Józefa z Dzieciątkiem Jezus przed frontem kościoła

## Źródła
Historia kościoła na witrynie parafii